# Dipeptídeo
Um dipeptídeo (ou dipéptido) é um composto orgânico derivado de dois aminoácidos.  Os aminoácidos constituintes podem ser iguais ou diferentes.  Quando diferentes, dois isômeros do dipeptídeo são possíveis, dependendo da sequência.  Vários dipeptídeos são fisiologicamente importantes, e alguns são fisiológicos e comercialmente significativos.  Um dipeptídeo bem conhecido é o aspartame, um adoçante artificial.

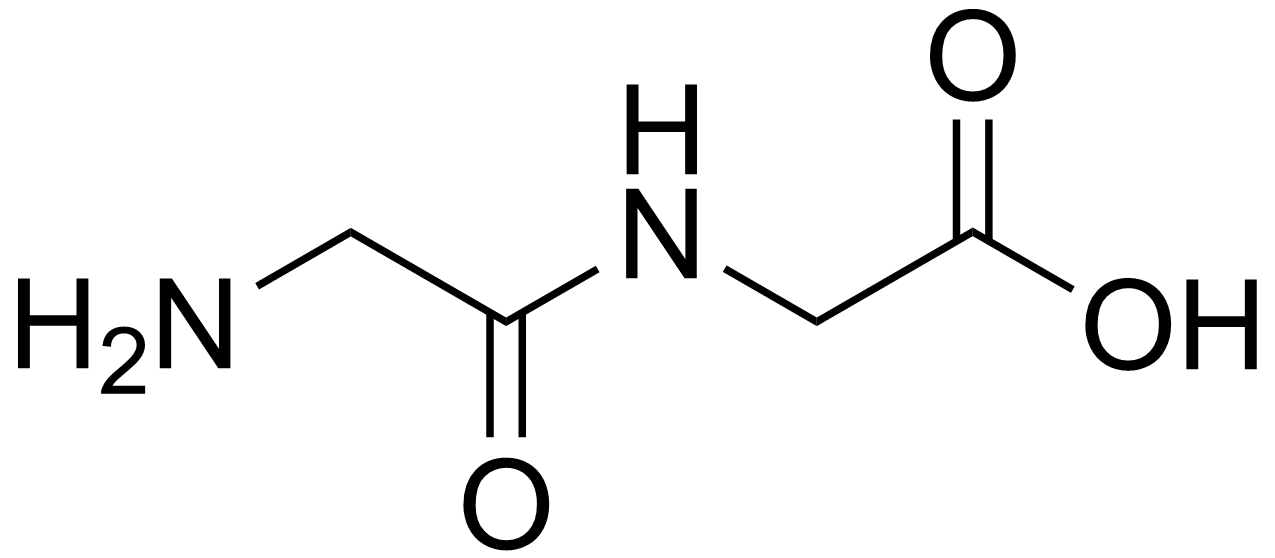
Glicilglicina é o dipeptídeo mais simples.

Dipeptídeos são sólidos brancos.  Muitos são muito mais solúveis em água do que os aminoácidos originais.  Por exemplo, o dipeptídeo Ala-Gln tem a solubilidade de 586 g/L, mais de 10x a solubilidade de Gln (35 g/L).  Dipeptídeos também podem apresentar diferentes estabilidades, e.g. com relação à hidrólise.  Gln não resiste aos procedimentos de esterilização, enquanto este dipeptídeo não.  Como os dipeptídeos são propensos à hidrólise, a alta solubilidade é explorada em infusões, i.e. para fornecer nutrição.